# Domitianus van Gallia
Dit artikel gaat over de obscure keizer van het Gallische keizerrijk. Voor de bekende en vroegere keizer zie Titus Flavius Domitianus.
Domitianus (? - 271?) was een Romeins keizer over een deel van het Gallische keizerrijk in waarschijnlijk 271.
Van Domitianus is zo weinig bekend dat tot voor kort werd aangenomen dat hij nooit had bestaan. Er was namelijk slechts één enkel muntje gevonden in het gebied van de Loire in Frankrijk in 1900. Deze munt werd lang beschouwd als vals. In 2003 werd er een tweede munt gevonden in Oxfordshire in Engeland, die samen met duizenden andere munten op één plek zat. Zo kon worden bewezen dat Domitianus toch wel degelijk een serieuze usurpator is geweest. De munt is nu in het bezit van het Ashmolean Museum in Oxford.
Domitianus was waarschijnlijk een veldheer. Mogelijk is hij dezelfde persoon als de Domitianus die Macrianus Senior, Junior en Quietus, usurpators in Egypte, versloeg in 261.
Men gelooft dat de heerschappij van Domitianus niet langer heeft geduurd dan enkele weken. Hij is mogelijk geëxecuteerd door keizer Aurelianus, omdat hij de munten had laten maken. Domitianus komt voor in twee historische werken: de Historia Augusta, een niet erg betrouwbare bron, en Zosimus. Geen van beiden beschrijven hem als keizer.